# Afrana wittei
Amietia wittei là một loài ếch thuộc họ Ranidae.
Loài này có ở Kenya và Tanzania.
Môi trường sống tự nhiên của chúng là vùng núi ẩm nhiệt đới hoặc cận nhiệt đới, đồng cỏ nhiệt đới hoặc cận nhiệt đới vùng đất cao, sông ngòi, và vùng đồng cỏ.